# إدوارد هنري هورسي
إدوارد هنري هورسي هو سياسي كندي، ولد في 7 مارس 1867، وتوفي في 23 يوليو 1902. نشط حزبياً في الحزب الليبرالي الكندي. وقد انتخب عضو مجلس العموم الكندي.